# Списък на реките в Уисконсин
Списъкът на реките в Уисконсин включва основните реки и потоци, които текат в щата Уисконсин, Съединените американски щати.
По-голямата част от щата се отводнява чрез река Мисисипи в Мексиканския залив. Източната и северната част се отводнява чрез Големите езера и река Сейнт Лорънс в Атлантическия океан. Най-големите реки в щата са Уисконсин, Чипеуа и Фокс Ривър.

## По водосборен басен
Басейн на Мисисипи
- Мисисипи
  - Уисконсин
    - Кикапу
    - Барабу
    - Йелоу Ривър
    - О Клер Ривър

  - Блек Ривър
  - Чипеуа
    - Ред Сидър Ривър
    - Джъмп Ривър
    - Фламбьо

  - Рок Ривър
  - Сен Кроа
    - Намекагон

Езеро Мичиган
- Милуоки
  - Меномони
  - Сидър Крийк
- Фокс Ривър
  - Улф Ривър
  - Пищиго
  - Меномини

## По азбучен ред
- Барабу
- Блек Ривър
- Джъмп Ривър
- Йелоу Ривър
- Кикапу
- Меномини
- Меномони
- Милуоки
- Мисисипи
- Намекагон
- О Клер Ривър
- Пищиго
- Ред Сидър Ривър
- Сен Кроа
- Сидър Крийк
- Уисконсин
- Улф Ривър
- Фламбьо
- Фокс Ривър
- Чипеуа